# Jhonny Aguilera
Máximo Jhonny Aguilera Montecinos (La Paz, Bolivia; 24 de marzo de 1968) es un policía, abogado y político boliviano que actualmente ocupa el alto cargo de viceministro de Régimen Interior y Policía de Bolivia desde el 1 de abril de 2023, durante el gobierno del presidente Luis Arce Catacora.

## Biografía
Jhonny Aguilera nació en la ciudad de La Paz un 24 de marzo de 1968. Salió bachiller en 1985 y al año siguiente logró ingresar a estudiar la carrera policial en la Academia Nacional de Policías (ANAPOL), egresando finalmente con el grado de subteniente en el año 1989.

### Carrera policial (1989-2022)
Durante su larga trayectoria policial de alrededor de 33 años pues Aguilera ocupó el año 2008 el cargo de jefe nacional del departamento de investigación de los delitos contra la seguridad del estado boliviano. Estando en dicho cargo pues le tocó ser uno de los investigadores de la Masacre de Porvenir de 2008 ocurrida en el Departamento de Pando así como también del Caso Terrorismo en Bolivia de 2009 ocurrido en el Departamento de Santa Cruz.

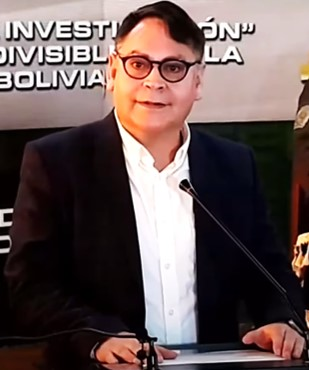
Viceministro Jhonny Aguilera Montecinos en mayo de 2025 a sus 57 años de edad.

Tiempo después, Aguilera fue designado en 2017 como director de la Fuerza Especial de Lucha Contra el Crimen (FELCC) del Departamento de La Paz en donde estuvo a cargo de la investigación de la muerte de los jóvenes Carla Bellot y Jesús Cañisaire en enero de 2018. 
Sin embargo la figura de Jhonny Aguilera aparecería por primera en la escena pública del país por haber sido el responsable de haber encontrado la histórica "Medalla Presidencial de Bolivia" luego de que un militar perteneciente a las Fuerzas Armadas de Bolivia que se encontraba encargado de la custodia de dicha relíquia pues la perdiera en los prostíbulos ubicados en la "zona 12 de octubre" de la ciudad de El Alto en agosto de 2018.
En abril de 2019, Jhonny Aguilera fue designado como director de la FELCC del Departamento de Santa Cruz reeemplazando en el cargo al entonces coronel Gonzalo Medina quién había sido acusado por tener nexos con el crimen organizado luego de haber condecorado al pez gordo del narcotráfico Pedro Montenegro, quien se encontraba prófugo de la justicia y con una orden de captura internacional.
Con la llegada al poder del gobierno de la presidenta Jeanine Áñez Chávez en noviembre de 2019, pues Aguilera fue destituido de su cargo de director nacional de la FELCC de Santa Cruz. Volvió destinado a La Paz donde trabajó en las oficinas administrativas de la ANAPOL, lejos de la investigación policial.